# 나이절 마틴
앤서니 나이절 마틴(영어: Antony Nigel Martyn, 1966년 8월 11일 ~ )은 잉글랜드의 전 프로 축구 선수이다. 1987년 데뷔하여 2006년 은퇴를 선언하였다.
브리스틀 로버스에서 크리스털 팰리스로 이적할 때 영국의 골키퍼 중 최초로 백만 파운드 이적료를 받은 선수로 기록 되었다. 1996년부터는 리즈 유나이티드로 이적하여 6시즌 동안 뛰며 전성기를 보냈다. 잉글랜드 국가대표로 총 23경기를 출전하였고, 발목 부상으로 인하여 2006년 은퇴를 선언하였다.